# Вашингтон (окръг, Тексас)
Вижте пояснителната страница за други населени места с името Вашингтон.
Окръг Вашингтон (на английски: Washington County) е окръг в щата Тексас, Съединени американски щати. Площта му е 1608 km², а населението - 30 373 души (2000). Административен център е град Бренъм.